# 山本常阿
山本常阿（やまもと じょうあ、1964年12月2日 - ）は、日本の僧侶、DJ、音楽プロデューサー。

## 概要
京都府の寺に生まれる。僧侶修行の傍ら幼少の頃より音楽とそれに付随する楽器や音響機器等に興味を持ち、10歳からギターを始め12歳で各種音響機材などを自作する。十代の半ばに当時国内での情報発信の重要な拠点の一つであった京都のライブハウス"dee-bee's"のスタッフとなり、内外のさまざまなアーティストや佐藤カヲル率いるロックグループ"EP-4"、またそれを取り巻く環境の中でサウンドオペレーションのスキルやノウハウ、ほか音楽に関わるさまざまな事を学び経験する。
1982年、18歳でDJとしての活動を始め、京都を中心地に "Arabian Nights""Xenon" "Vitamin club""China Express"と数々のクラブでレジデントDJとして従事する。
1984年、ニューヨークのKISS FMでTONY HUNPHRIESが毎週放送していたMIX SHOW "MASTER MIX DANCE PARTY"に出会い、その技術やグルーヴに感銘を覚え影響を受ける。
1986年に視野を広げるために上京。青山のクラブ "Hippofellow"にDJ及びプロデューサーとして迎えられ、そこを拠点として多くのイベント等で活動をするが1988年に体調不良により帰京。体調復帰とともにかねてよりの計画であったニューヨークへ短期間遊学。Studio54にて毎週木曜に開催されていたLARRY LEVAN主宰のGARAGE NIGHTで本場のGROOVEを体験。
帰国後、活動の舞台を関東から関西に変え、独自プロジェクトである"Jaq music."を発足。"X-RAY""CrubSEX""BlueNile""Tricolor""MotherLand" "天保山Sirens""ChinaExpress""KX-2" etc…と多くのクラブでのレジデントDJ及びプロデューサーとして、またFMラジオでのMIX SHOWや楽曲提供等、関西一円で活動する。Jaq music.にはダンス・ミュージックを愛する多くのDJ、クリエイターたちが参加し、1991年、自分たちのサブプロジェクトであった"Artman Project"で主催した大阪・中之島でのイベント"U-NITE"でニューヨークのダンス・ミュージック界の有名プロデューサーでDJの一人でもあるTee Scottを招き共演する。
その後も、種々のイベント等でサウンドプロデュース・音響設計・DJ・PAオペレーター・音楽制作等と各方面で活動するが、1993年9月、自身のより一層の精神性の向上を求め、音楽活動を一切休止して僧侶としての修行に戻る。
1999年4月に修行中、常に感じていた仏教本来の持つ爽快感と音楽が表現するべきものとの同一性を確信し、それを広く伝えたいと言う想いから、仏教者としての自己の新たなスタンスでの音楽活動を再開する。2000年、再びニューヨークへ短期遊学。2002年には京都大学内の西部講堂で行われたビッグイベント「Loft In Paradce」で来日したDIMITRI FROM PARISと共演。
現在は京都のクラブ"COLLAGE"でのレギュラーパーティー "Q"を中心にしたDJ活動の他、楽曲制作・リミックスなど様々な分野で活動。2007年、オリジナルトラック"Urbane"と"Under the sky"を国内レーベルより立て続けにリリースした。
| スタブアイコン | サブスタブ | この項目は、まだ閲覧者の調べものの参照としては役立たない、音楽関係者（バンド等）に関連した書きかけの項目です。この項目を加筆・訂正などしてくださる協力者を求めています（P:音楽/PJ:芸能人）。 |